# صمصام الدین خورشیدی
صمصام الدین بن نورالدین محمد یازدهمین حاکم از دودمان اتابکان لر کوچک بود که از سال 693 ه.ق تا سال 695 ه.ق حکومت می‌کرد.

## تبار
از پدر وی نور محمد اطلاعات زیادی نیست فقط می‌دانیم با دختر دایی خود ازدواج کرده است اما پدر‌بزرگ او عزالدین گرشاسب چهارمین حاکم  دودمان اتابکان لر کوچک که تبارش به شجاع الدین خورشیدی موسس اتابکان لر کوچک می‌رسید  و مادر بزرگ وی ملکه خاتون خواهر شهاب الدین سلیمان شاه حاکم کردستان و رئیس قبیله ترکمان ییوا بود.

## مرگ و جانشینی
در واقع در مورد سر انجام صمصام الدین محمود دو حکایت کاملا متفاوت. امده است.طبق گفته های شرف خان بدلیسی در شرف نامه او عازم نبردی با شهاب الدین الیاس لنبکی شد و شهاب الدین الیاس و عمر بیک بر او چیره شدند.پس. از این واقعه یکی از نوادگان شیخ کامویه به دربار غازان خان رفت و قصاص شهاب الدین الیاس و عمر بیگ را طلب کرد و. غازان خان نیز این دو. نفر را قصاص کرد و عزالدین محمد را حاکم اتابکان لر کرد اما طبق برخی منابع این صمصام الدین محمود بود شهاب الدین الیاس را کشت و غازان خان او را قصاص کرد و عزالدین محمد را اتابک لرستان کرد

## بازماندگان
طبق روایتی وی ۳ فرزند داشت یکی از فرزندانش را کشتند و دو تای دیگر از ترس مرگ به شولستان گریختند.

## جستار های وابسته
اتابکان لر کوچک
شاه خورشید
هزاراسپیان
ایلخانان